# DJ Flex
DJ Flex (París, 22 de marzo de 1976) es un DJ y productor discográfico francés de música electrónica.

## Biografía
DJ Flex se dio a conocer a partir del año 1999 mezclando en el programa “Extravadance” de la radio NRJ. Su técnica tras los platos le ha convertido en uno de los DJ ’s más respetados en Francia. Además, ha sido también DJ residente en Fun Radio y en Radio Fg hasta el año 2006. Paralelamente producía en estudio desde sus inicios, y ha creado muy diversos sellos cuyo eje principal es la música house. Sus sencillos y sus álbumes recopilatorios, han sido grandes éxitos comerciales, siendo su sello discográfico “Excess Music” varias veces número uno de ventas en Francia. 
Ha producido numerosos temas y remixes para numerosas discográficas internacionales como Subliminal Records, Ministry of Sound o incluso Executive Records, su propia sello discográfico. Inició una nueva aventura en el año 2008 con la producción de su primer álbum “Supernova”. Este álbum salió a la venta en el año 2010 bajo su propia sello discográfico Connected Records, siendo distribuido por Universal Music. Desde hace algún tiempo sus apariciones públicas o en clubes son muy puntuales, motivo por el cual DJ Flex ha trabajado intensamente en un "live act" en su estudio. Una combinación perfecta que pone de relieve a las nuevas tecnologías y su gran experiencia en las pistas de baile. En cuanto a la producción, tiene previsto lanzar un nuevo álbum en 2013 con el sello de Universal Music “Digitalizer”.

## Discografía

### Álbumes de estudio
- 2010: Supernova - Connected Records/Universal Music
- 2013: Digitalizer - Connected Records/Universal Music

### Sencillos y EP

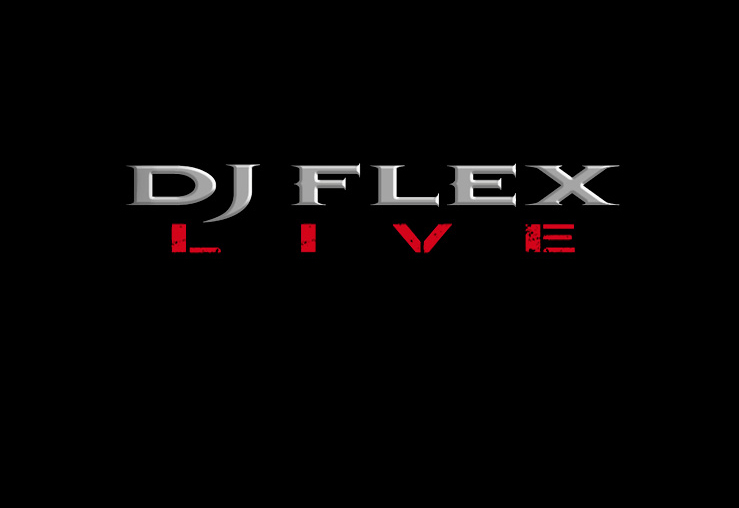

- 1999: Ready? - Bio Records/Sony Music
- 2000: Good Feelin' - Bio Records/Sony Music
- 2001: Love For U - Bio Records/Universal Music
- 2002: Scarface EP - Saint Honoré Records
- 2002: Catchy EP - Royal Flush/Cyber Productions
- 2002: DJ Flex vs Prax Paris - Get Ya Hands Up (Round 1) - Executive Records
- 2002: DJ Flex vs Prax Paris - Best Time (Round 2) - Executive Records
- 2003: Vintage EP - Fine Tune Records/Pool e Music
- 2003: Digital Club Ep - Executive Records
- 2003: Feedback EP - Executive Records
- 2003: Amazing - Subliminal Records
- 2003: Automatic EP - Executive Records
- 2004: Connected EP - Executive Records
- 2004: Lonely feat. Shawnee Taylor - Subliminal Records
- 2005: Hardware - Executive Limited
- 2006: In Ya Face - Flex Promo
- 2006: Getaway feat. Mani Hoffman - Executive Limited
- 2006: Love For You (Axwell, Angelo & Ingrosso Remixes) - Joia Records/Nero
- 2010: Vantage - Connected Records/Universal Music
- 2011: Ride 2 Paradise - Connected Records
- 2011: Good Feeling (Revox 21 Remix) - Connected Records/Universal Music
- 2013: Digitalizer - Connected Records/Universal Music

### Álbumes recopilatorios
- 2000: Techno Nation Mix Vol. 1 - Sony Music
- 2000: Techno Nation Mix Vol. 2 - Sony Music
- 2001: Techno Mission - Universal Music
- 2001: DJ Flex.com - Happy Music
- 2003: DJ Flex Live - Universal Music
- 2005: Subliminal Sessions 8 (HMV Edition) - Subliminal Records
- 2005: DJ Flex Live@Gay Pride Paris 2005 - Universal Music
- 2013: DJ Flex Live V3 - Connected Records

### Remixes
- 2000: K & J - Feel The Funk (On My Body) - DJ Flex's Tha Dub Mix - Filtered Records
- 2000: Black Project - Don't Cry Baby - DJ Flex Club Mix - Universal Music
- 2000: Skandalous - I Got The Horn - DJ Flex Executive Dub Mix - Mostiko Records
- 2000: Tanka - Everybody Dance - DJ Flex Remix - Overdance!
- 2000: Brooklyn Bounce - Bass Beats and Melody - DJ Flex Executive Mix - Sony Music
- 2000: Antoine Clamaran - Get Up - David Terzian's Executive Dub Mix - Universal Music
- 2001: Sophie Ellis Bextor - Take Me Home - DJ Flex Switch Club Mix - Polydor/Universal
- 2002: Nick Benson - Give Me Your Love - DJ Flex Remix - Night Clubbers Records
- 2002: Nightdrums - Voodoo Element - DJ Flex Remix - Gentrax
- 2003: Manu Dibango - Soul Makossa - DJ Flex Remix - Mercury/Universal
- 2003: Elya - Time - DJ Flex Executive Mix - Paradise Records
- 2003: 4 Tune 500 - Dancer In The Dark - David Terzian Remix - Cyber Productions
- 2003: Boogie Pimps - Somebody To Love - DJ Flex & Sandy Wilhelm Executive Remix - Ministry Of Sound
- 2003: Gadjo - So Many Times - DJ Flex Remix - Subliminal Records
- 2003: Buddha Soul Project - Brazil In My Mind - DJ Flex Executive Mix - Subliminal Soul
- 2003: Dave Armstrong feat. MC Flipside - Release The Tension - DJ Flex Remix - Fine Tune Records
- 2004: Cirez D - Diamond Girl - DJ Flex Remix - Escape Records/Excess Music - 2004
- 2004: Greg Di Mano - My Father Is Not Happy - DJ Flex & Sandy Wilhelm Executive Remix - Choice House
- 2004: Clubworx vs Monsterz - Keep On Swingin' - DJ Flex Excess Mix - Cyber Productions
- 2004: Outfunk - Lost In Music - DJ Flex Remix - Executive Records
- 2004: Antoine Clamaran - Feel It - DJ Flex & Sandy W. Remix - Pool E Music
- 2004: Robbie Rivera - Has It Come To this - DJ Flex & Sandy W. Mix - Juicy Music
- 2004: Eric Prydz - Call On Me - Sandy W. feat. DJ Flex Remix - Executive Records/Excess Music
- 2005: Full Intention - La Musique - DJ Flex & Sandy W. Remix - Executive Records
- 2005: Patrick Alavi - Tribute - DJ Flex & Sandy 'Vee' Wilhelm French Vibe Remix - Executive Records
- 2005: D.O.N.S. Feat. Technotronic - Pump Up the Jam - DJ Flex & Sandy Vee Remix - Kontor Records
- 2005: Axwell - Feel The Vibe - DJ Flex & Sandy Vee Remix - Executive Records
- 2005: House Divas - Life - DJ Flex & Sandy Vee Remix - Do It Yourself Italy
- 2005: Erick Morillo - What Do You Want - Revox 21 Remix - Subliminal/Excess Music
- 2005: Ministers De La Funk - Believe - DJ Flex & Sandy 'Vee' Wilhelm Remix - Executive Limited
- 2005: Axwell & Sebastian Ingrosso - Together - DJ Flex & Sandy 'Vee' Together Mix - Executive Limited
- 2008: Bjorn Wilke & Cess - Schinderhannes - DJ Flex Remix - 	Fusion Recordings
- 2013: Mani - Good Boy - DJ Flex Remix - MMC/Warner Music

### Colaboraciones
- 1998: Noize Factory - Bodyflow - Podis/Universal
- 2000: Bells 2000 - Colyseum - Airplay/Universal
- 2001: B Boys - Whaazaah - Universal Music
- 2001: B Boys - On R'met ça - Universal Music
- 2002: Auria Pozzi - Joe Le Taxi - Scorpio Music
- 2002: Double T - Techno Funktiun - Academy Records
- 2002: King Of House - The Album - Scorpio Music
- 2003: B Boys - Shake Da Body - Happy Music
- 2003: Autofunk - Someday - Evidenz/Excess Music
- 2004: Pure Silk - Population - Evidenz/Excess Music
- 2004: Metal Fusion - Killing In The Name - EDP/Excess Music
- 2004: Noise Factory - Rockin' Klash - Royal Flush/Cyber Productions
- 2004: Basik Instinkt - Body Double - Royal Drums/Cyber Productions
- 2005: Revox 21 - Land Of Confusion - Executive Limited
- 2005: E.X.S. - Burnin' Love - Executive Records
- 2005: E Man - Axel F. - EDP/Excess Music
- 2005: First Optional Deal - Stockholm 2 Paris - Executive Records
- 2010: Iron Boyz - F.G. Music EP - Connected Records